# 圣吕班代容什雷
圣吕班德容什雷（法語：Saint-Lubin-des-Joncherets，法語發音：[sɛ̃ lybɛ̃ de ʒɔ̃ʃʁɛ]）是法国厄尔-卢瓦省的一个市镇，位于该省北部，属于德勒区。

## 地理
圣吕班德容什雷（48°46'0"N, 1°11'35"E）面积14.46 平方千米，位于法国中央-卢瓦尔河谷大区厄尔-卢瓦省，该省份为法国北部内陆省份，北起顺时针与厄尔省、伊夫林省、埃松省、卢瓦雷省、卢瓦-谢尔省、萨尔特省和奧恩省接壤。
与圣吕班德容什雷接壤的市镇（或旧市镇、城区）包括：诺南库尔、阿夫尔河畔当皮埃尔。
圣吕班德容什雷的时区为UTC+01:00、UTC+02:00（夏令时）。

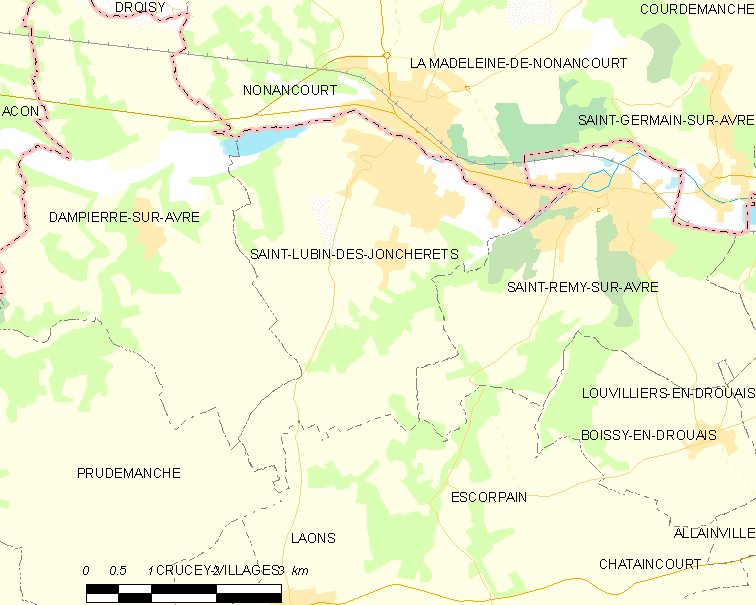
圣吕班德容什雷的OSM定位图

## 行政
圣吕班德容什雷的邮政编码为28350，INSEE市镇编码为28348。

## 政治
圣吕班德容什雷所属的省级选区为圣吕班德容什雷县。

## 人口

1962-2008年间圣吕班德容什雷人口变化图示

圣吕班德容什雷于2022年1月1日时的人口数量为4129人。